# Plagiolepidini
Plagiolepidini is een geslachtengroep uit de onderfamilie Formicinae.
De volgende geslachten behoren tot deze geslachtengroep:
- Agraulomyrmex Prins, 1983
- Aphomomyrmex Emery, 1899
- Bregmatomyrma Wheeler, 1929
- Euprenolepis Emery, 1906
- Lepisiota Santschi, 1926
- Nylanderia Emery, 1906
- Paraparatrechina Donisthorpe, 1947
- Paratrechina Motschoulsky, 1863 – crazy ants
- Petalomyrmex Snelling, 1979
- Plagiolepis Mayr, 1861
- Prenolepis Mayr, 1861
- Pseudolasius Emery, 1887
- Tapinolepis Emery, 1925
- Zatania LaPolla, Kallal & Brady, 2012